# Kozak (transporter)
Kozak – ukraiński lekki transporter opancerzony z napędem 4×4. Zaprojektowany jako uniwersalny, opancerzony pojazd do transportu personelu, broni i sprzętu wojskowego o masie do 2 ton, który w zależności od wyposażenia może być wykorzystywany również do wsparcia ogniowego w walce, jako wóz dowodzenia i zwiadu. Może spełniać też funkcję samodzielnego stanowiska przeciwczołgowego oraz być wykorzystany jako wóz sanitarny.
Stworzony w 2009.
Opracowany w kilku wersjach rozwojowych.